# Uber Cup 1990
Die 13. Auflage des Uber Cups, der Weltmeisterschaft für Damenmannschaften im Badminton, fand gemeinsam mit dem Thomas Cup 1990 vom 25. Mai bis zum 2. Juni 1990 statt. Sieger wurde das Team aus China, das im Endspiel gegen Südkorea mit 5:0 gewann. Für China traten unter anderem Huang Hua, Tang Jiuhong, Nong Qunhua, Guan Weizhen, Shi Fangjing, Lai Caiqin und Zhou Lei an.

## Qualifikationsrunde Europa

### 1. Runde

#### Gruppe A
Tschechoslowakei gegen  Irland 3:2

 Tschechoslowakei gegen  Norwegen 3:2

 Irland gegen  Norwegen 3:2

 Irland gegen  Frankreich 3:2

 Norwegen gegen  Frankreich 3:2

 Frankreich gegen  Tschechoslowakei 3:2

#### Gruppe B
Bulgarien gegen  Island 4:1

 Bulgarien gegen  Belgien 5:0

 Bulgarien gegen  Italien 5:0

 Island gegen  Belgien 3:2

 Island gegen  Italien 5:0

 Belgien gegen  Italien 5:0

#### Gruppe C
BR Deutschland gegen  Wales 5:0

 BR Deutschland gegen  Finnland 5:0

 BR Deutschland gegen  Ungarn 5:0

 BR Deutschland gegen  Schweiz 5:0

 Wales gegen  Finnland 3:2

 Wales gegen  Ungarn 5:0

 Wales gegen  Schweiz 5:0

 Finnland gegen  Ungarn 3:2

 Finnland gegen  Schweiz 4:1

 Ungarn gegen  Schweiz 4:1

#### Gruppe D
Vereinigte Staaten gegen  Demokratische Volksrepublik Korea 5:0

 Vereinigte Staaten gegen  Österreich 4:1

 Vereinigte Staaten gegen  Spanien 4:1

 Demokratische Volksrepublik Korea gegen  Österreich 3:2

 Demokratische Volksrepublik Korea gegen  Spanien 5:0

 Österreich gegen  Spanien 5:0

### Halbfinalrunde

#### Gruppe W
Schweden gegen  Vereinigte Staaten 5:0

 Schweden gegen  Polen 5:0

 Vereinigte Staaten gegen  Polen 3:2

#### Gruppe X
Niederlande gegen  Sowjetunion 3:2

 Niederlande gegen  Tschechoslowakei 5:0

 Sowjetunion gegen  Tschechoslowakei 5:0

#### Gruppe Y
England gegen  BR Deutschland 4:1

 England gegen  Kanada 5:0

 BR Deutschland gegen  Kanada 3:2

#### Gruppe Z
Dänemark gegen  Schottland 5:0

 Dänemark gegen  Bulgarien 5:0

 Schottland gegen  Bulgarien 3:2

#### Halbfinale
Schweden gegen  Niederlande 3:2

 Dänemark gegen  England 4:1

### Spiel um Platz drei
Niederlande gegen  England 3:2

### Finale
Niederlande gegen  England 3:2
 Dänemark,  Schweden,  Niederlande und  England qualifiziert für Finale

## Qualifikationsrunde Australasien / Amerika

### Gruppenphase

#### Gruppe A
Australien gegen  Singapur 5:0

 Australien gegen  Sri Lanka 5:0

 Australien gegen  Mexiko 5:0

 Singapur gegen  Sri Lanka 3:2

 Singapur gegen  Mexiko 5:0

 Sri Lanka gegen  Mexiko 4:1

#### Gruppe B
Indien gegen  Macau 5:0

 Indien gegen  Nepal 5:0

 Macau gegen  Nepal 3:2

### Halbfinalphase

#### Gruppe X
Südkorea gegen  Australien 5:0

 Südkorea gegen  Chinesisch Taipeh 5:0

 Südkorea gegen  Malaysia 5:0

 Australien gegen  Malaysia 3:2

 Australien gegen  Chinesisch Taipeh 4:1

 Chinesisch Taipeh gegen  Malaysia 4:1

#### Gruppe Y
Indonesien gegen  Thailand 5:0

 Indonesien gegen  Indien 5:0

 Indonesien gegen  Neuseeland 5:0

 Thailand gegen  Indien 5:0

 Thailand gegen  Neuseeland 5:0

 Indien gegen  Neuseeland 4:1

#### Halbfinale
Südkorea gegen  Thailand 5:0

 Indien gegen  Australien 5:0

### Spiel um Platz 3
Thailand gegen  Australien 3:2

### Finale
Indonesien gegen  Südkorea 3:2
 Indonesien und  Südkorea qualifiziert für Finale

## Gruppe A
| Platz | Team       | Pld | W | L | MF | MA | MD  | GF | GA | GD  | PF  | PA  | PD   | Pts | Qualifikation |
| ----- | ---------- | --- | - | - | -- | -- | --- | -- | -- | --- | --- | --- | ---- | --- | ------------- |
| 1     | Indonesien | 3   | 3 | 0 | 15 | 0  | +15 | 30 | 5  | +25 | 427 | 259 | +168 | 3   | Q             |
| 2     | Japan      | 3   | 2 | 1 | 9  | 6  | +3  | 20 | 16 | +4  | 388 | 317 | +71  | 2   | Q             |
| 3     | England    | 3   | 1 | 2 | 3  | 12 | −9  | 12 | 24 | −12 | 319 | 407 | −88  | 1   |               |
| 4     | Dänemark   | 3   | 0 | 3 | 2  | 13 | −11 | 8  | 25 | −17 | 243 | 394 | −151 | 0   |               |

## Gruppe B
| Platz | Team                | Pld | W | L | MF | MA | MD  | GF | GA | GD  | PF  | PA  | PD   | Pts | Qualifikation |
| ----- | ------------------- | --- | - | - | -- | -- | --- | -- | -- | --- | --- | --- | ---- | --- | ------------- |
| 1     | Volksrepublik China | 3   | 2 | 1 | 11 | 4  | +7  | 25 | 9  | +16 | 379 | 218 | +161 | 2   | Q             |
| 2     | Südkorea            | 3   | 3 | 0 | 14 | 1  | +13 | 28 | 6  | +22 | 397 | 210 | +187 | 3   | Q             |
| 3     | Niederlande         | 3   | 1 | 2 | 3  | 12 | −9  | 8  | 24 | −16 | 222 | 357 | −135 | 1   |               |
| 4     | Schweden            | 3   | 0 | 3 | 2  | 13 | −11 | 5  | 27 | −22 | 177 | 390 | −213 | 0   |               |

## K.-o.-Runde
|  | Halbfinale          | Halbfinale |                     |          | Finale | Finale |
|  |                     |            |                     |          |        |        |
|  |                     |            |                     |          |        |        |
|  | Volksrepublik China | 5          |                     |          |        |        |
|  | Indonesien          | 0          |                     |          |        |        |
|  |                     |            | Volksrepublik China | 3        |        |        |
|  |                     |            |                     | Südkorea | 2      |        |
|  | Japan               | 1          |                     |          |        |        |
|  | Südkorea            | 4          |                     |          |        |        |
|  |                     |            |                     |          |        |        |